# Nichiren shōshū
La Nichiren shōshū (日蓮正宗) est une des principales écoles qui, dans le bouddhisme de Nichiren (un courant du bouddhisme japonais), se fondent sur les enseignements de Nichiren (1222-1282). « Nichiren shōshū » signifie littéralement « école orthodoxe de Nichiren » ou « véritable école de Nichiren ». 
Elle a été fondée par l'un des six principaux disciples de Nichiren, Nikkō Shōnin (en) (1246-1332), que l'école a toujours considéré — à la différence d'autres écoles — comme le successeur de Nichiren. Mais elle a durant la plus grande partie de son existence été incluse dans le courant Hommon-shû (« école de la Porte principale »). Le Hommon sera une école mineure pendant quelques siècles, avant de gagner en importance, pour enfin rompre définitivement, vers 1900, ses liens avec l'école originelle Nichiren Shū et prendre alors le nom de Nichiren shōshū. 
Ce courant estime que Nichiren a désigné Nikkō comme prêtre principal du Kuon-ji (久遠寺) et comme son successeur.

## Histoire

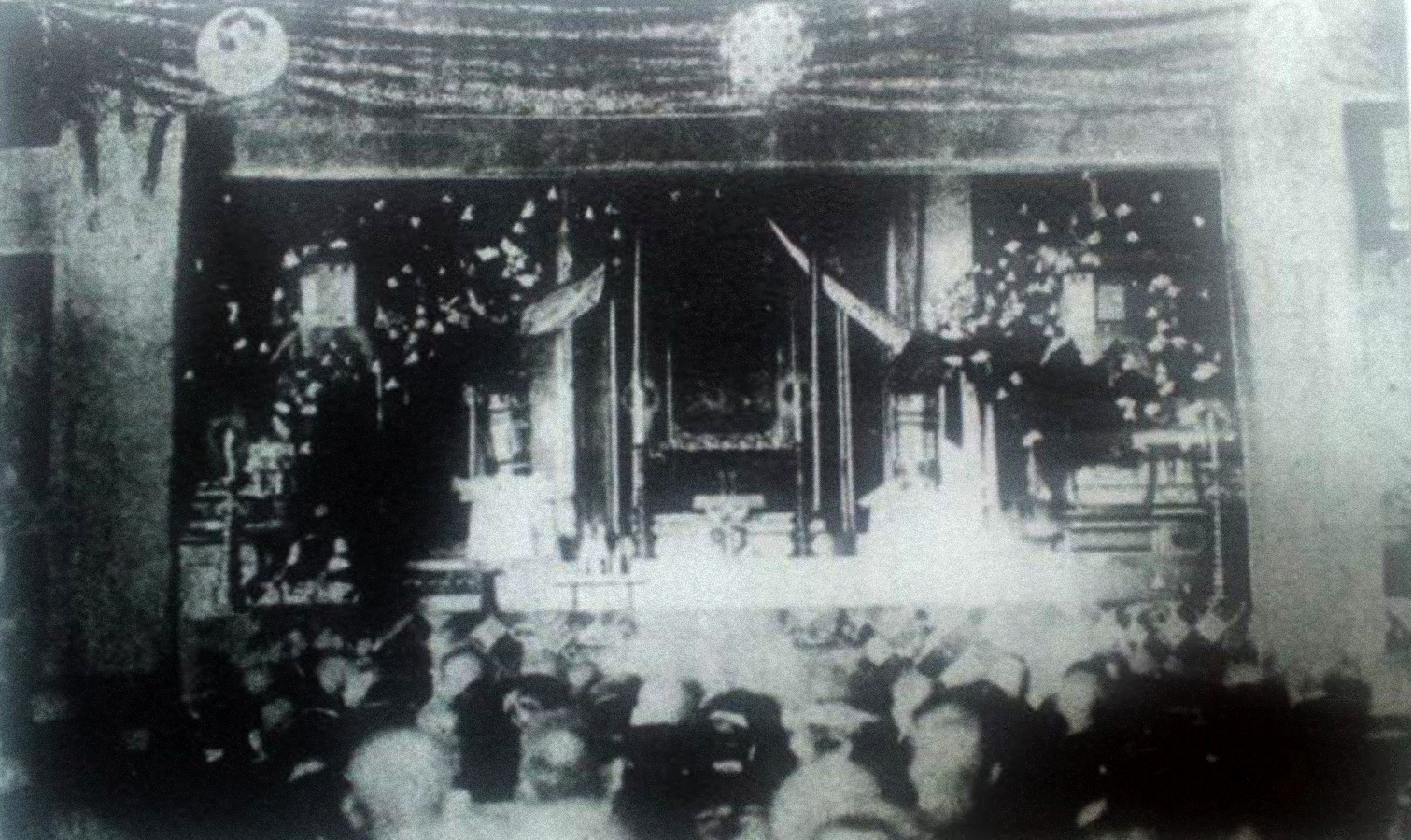
Taisekiji Kaidan no Dai Gohonzon.

Selon les écoles qui ont repris les préceptes de Nichiren Daishonin, ce dernier aurait désigné — ou non — un successeur. À la mort de Nichiren en 1282, ses 260 disciples se divisent. La quasi-totalité d'entre eux se rapprochent de l'école fondatrice Nichiren Shū. Quant à la Nichiren shōshū, fondée par Nikkō Shōnin (en) (1246-1333) à qui Nichiren a transmis le Gohonzon ainsi que les deux documents de passation, elle affirme que Nikkō est reconnu comme son « successeur », et elle est restée fidèle à l’enseignement de Nichiren, reconnaissant dans celui-ci (et non plus Siddharta Gautama) le Bouddha fondamental de l'ère de la fin du Dharma (mappō) dans lequel le bouddhisme était entré. Nichiren établit cependant sa doctrine sur la base d'un sûtra attribué à Siddharta Gautama, le Sūtra du Lotus.
En 1290, le Seigneur d´Ueno fit construire pour Nikkō le Taiseki-ji (Tahō Fuji Dainichirenge-zan Taiseki-ji) à Oishigaraha, à la suite d'un différend opposant Nikkô aux six doyens (ou moines aînés) qui se chargeaient de répandre la doctrine de Nichiren.
Nikkō Shonin, qui avait recueilli les enseignements oraux de Nichiren (Ongi kuden (en)) de son vivant, consolidera l'œuvre de ce dernier en propageant ses écrits, en multipliant les conversions, en s'opposant à la prière devant des statues à l'effigie du bouddha Shakyamuni. Il écrira les 26 articles de Prévention. Plus tard il nommera des moines pour protéger l'enseignement de Nichiren, dont Nichimoku (1260-1333),  qui deviendra le troisième Grand Patriarche de l'école.
Nichikan Shonin (1665-1726), 26e Grand Patriarche du Taiseki-ji, a consolidé la doctrine selon laquelle Nichiren Daishonin était le Bouddha Primordial et non Shakyamuni[réf. nécessaire].
En 1899, le Taiseki-ji devint la Honmon Shū, puis en 1900 la Nichiren Shu Fuji-Ha et enfin en 1912 la Nichiren shōshū.
Dans les années 1930, au Japon, naît la Sōka gakkai, une branche laïque de la Nichiren shōshū. Culte international et puissant, fondateur au Japon d'un parti politique, La Sōka gakkai est excommuniée par le 67e Grand Patriarche Nikken Shonin en 1991, sur fonds de querelles. 

## Pratique

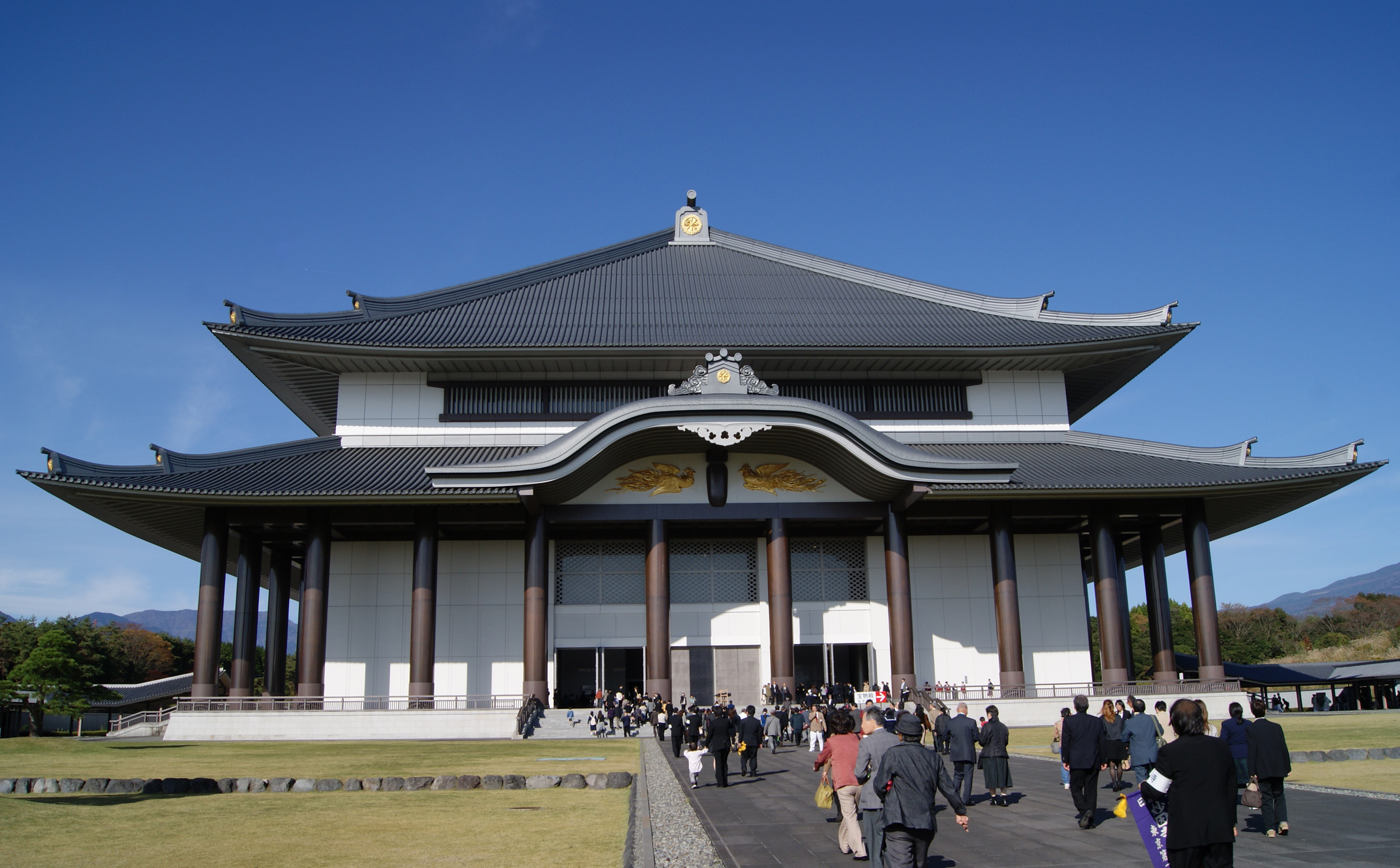
Hōan-dō du Taiseki-ji (2009).

La Nichiren shōshū a plus de 700 temples et locaux pour pratiquer au Japon, une douzaine en Amérique, plusieurs en Europe, en Afrique et en Asie. Son temple principal, le Taiseki-ji, est situé au pied du mont Fuji. 